# Cray X-MP
Cray X-MP je superračunalo tvrtke Cray Research, najbrže računalo u razdoblju od 1983-1985. Razvijeno je 1982. i zamijenilo je superračunalo Cray-1 iz 1976.
Izvana je ovo računalo izgledalo identično kao i Cray 1. Procesor je radio na 9.5 ns odnosno 105 MHz, za razliku od Cray 1 čiji procesor je radio na 12,5 ns. Teoretska brzina jednog procesora je bila 200 megaflops, a originalnih dvaju procesor iz 1982. 400 megaflops. Tvrtka je stalno unaprjeđivala ovo računalo. Superračunalo Cray X-MP/48 je imalo 4 procesora (1984.) i teoretsku brzinu od čak 800 megaflops. Procesor je radio na 8.5 ns odnosno 117 MHz. 
Sustav je radio pod UniCOS  operativnim sustavom koji su koristila i ostala superračunala od 1986. nadalje.
Računalo je korišteno za grafičku obradu u filmovima The Adventures of André and Wally B. i The Last Starfighter.